# Valle Bonito
Dogata o Valle Bonito es un corregimiento de Bledeshia en la comarca Ngäbe-Buglé, República de Panamá. La localidad tiene 1.987 habitantes (2010).
Hasta 2012 pertenecía al distrito de Kusapín.